# ۱۲۰ روز در سودوم
۱۲۰ روز در سدوم یا مکتب لیبرتی‌نِسم (به فرانسوی: Les 120 journées de Sodome ou l'école du libertinage) رمانی است دربارهٔ فساد جنسی، آزار جنسی کودکان، خشونت و قتل. این کتاب را مارکی دو ساد، نویسنده فرانسوی در سال ۱۷۸۵، زمانی که در زندان باستیل به سر می‌برد و در عرض ۳۷ روز نوشته‌است. در زمان انقلاب فرانسه و در جریان حمله به باستیل، نوشته‌های ساد کشف شد. این کتاب توسط علی طباخیان به فارسی نیز ترجمه شده است و جز ممنوعه ترین کتاب های جهان شناخته می‌شود به طوری که هیچ کتابخانه یا سایتی حق انتشار آن را نداشته.
داستان کتاب دربارهٔ چهار اشراف‌زاده میانسال است که ثروت هنگفتی را صرف آن می‌کنند که به انحرافات جنسی خود جامه عمل بپوشانند. آنها ۹۰ دختر و پسر (همچنین چند حیوان) را مورد آزار جنسی و جسمی قرار می‌دهند که در نهایت به مرگ بسیاری از آنها منجر می‌شود.
فیلم سالو به کارگردانی پازولینی از این کتاب اقتباس شده‌است. در بازسازی پازولینی، اگرچه بخشی از صحنه‌های وحشتناک کتاب حذف شده‌اند ولی همچنان در بسیاری از کشورها جزء فیلم‌های ممنوع است.
همچنین یان شوانکمایر، فیلمساز برجسته اهل چک، فیلم جنون (۲۰۰۵) را به مارکی دو ساد و ادگار آلن پو تقدیم کرد. مایه‌هایی که در این فیلم به کار گرفته شده (فتیشیسم، سلطه، انحراف و…) شدیداً وامدار مارکی دو ساد و نوع نگرش او در این رمان است. شخصیت اصلی جنون، «مارکیز» نام دارد و یک فرد متمول و اشراف است که ثروت و امکاناتش را در اختیار الحاد و کفرگویی و برگزاری آیین‌های فتیشیستی و سادیستی قرار می‌دهد.